# Hypanthidioides arenaria
Hypanthidioides arenaria är en biart som först beskrevs av Adolpho Ducke 1907.  Hypanthidioides arenaria ingår i släktet Hypanthidioides och familjen buksamlarbin. Inga underarter finns listade i Catalogue of Life.